# Chlamydomonas penium
Chlamydomonas penium là một loài tảo trong họ Chlamydomonadaceae, thuộc chi Chlamydomonas.